# Miroslav Krejčí (cyklista)
Miroslav Krejčí (* 1977) je český profesionální cyklista, který závodí za tým Eurofam Sport Team.
Kromě cyklistiky se věnuje také trénování jiných cyklistů.

## Předchozí týmy
- Favorit Brno
- Avenir Brno
- ROSO Racing Team

## Největší úspěchy
- 27 vítězství v seriálu Kavkaz Cup + 6 vítězství v celkovém pořadí (2008,2009,2010,2011,2012,2013)
- 6 vítězství v závodě na 12 hodin jednotlivců v Březí u Mikulova (380 km) (1999,2003,2008,2009,2010,2012)
- 2 vítězství v časovce jednotlivců- Milčovo Kolečko- Brno Bosonohy (2011,2013)
- 6 vítězství v závodě na 11 hodin - Modrá Míle- Mokrá u Brna (2009,2010,2011,2012,2013,2014)
- Vítězství v závodě na 111 hodin - Praha-Košice-Praha - Info www.111hodin.cz (2014)
- 6 vítězství v časovce jednotlivců Brno Modřice (2004,2005,2006,2007,2011,2012)

## Fotogalerie

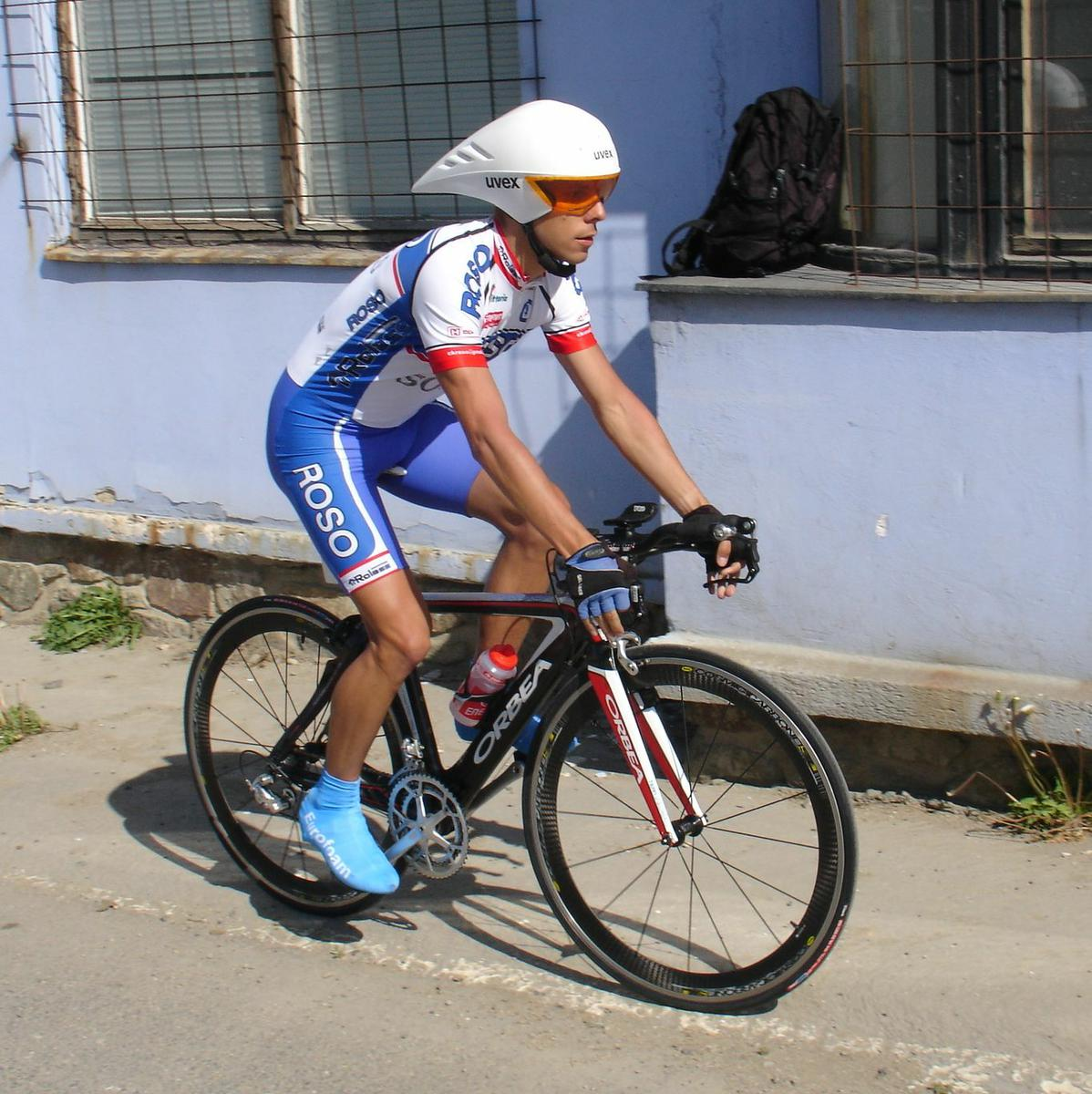
Krejčí před startem závodu Kavkaz Cup (2012)
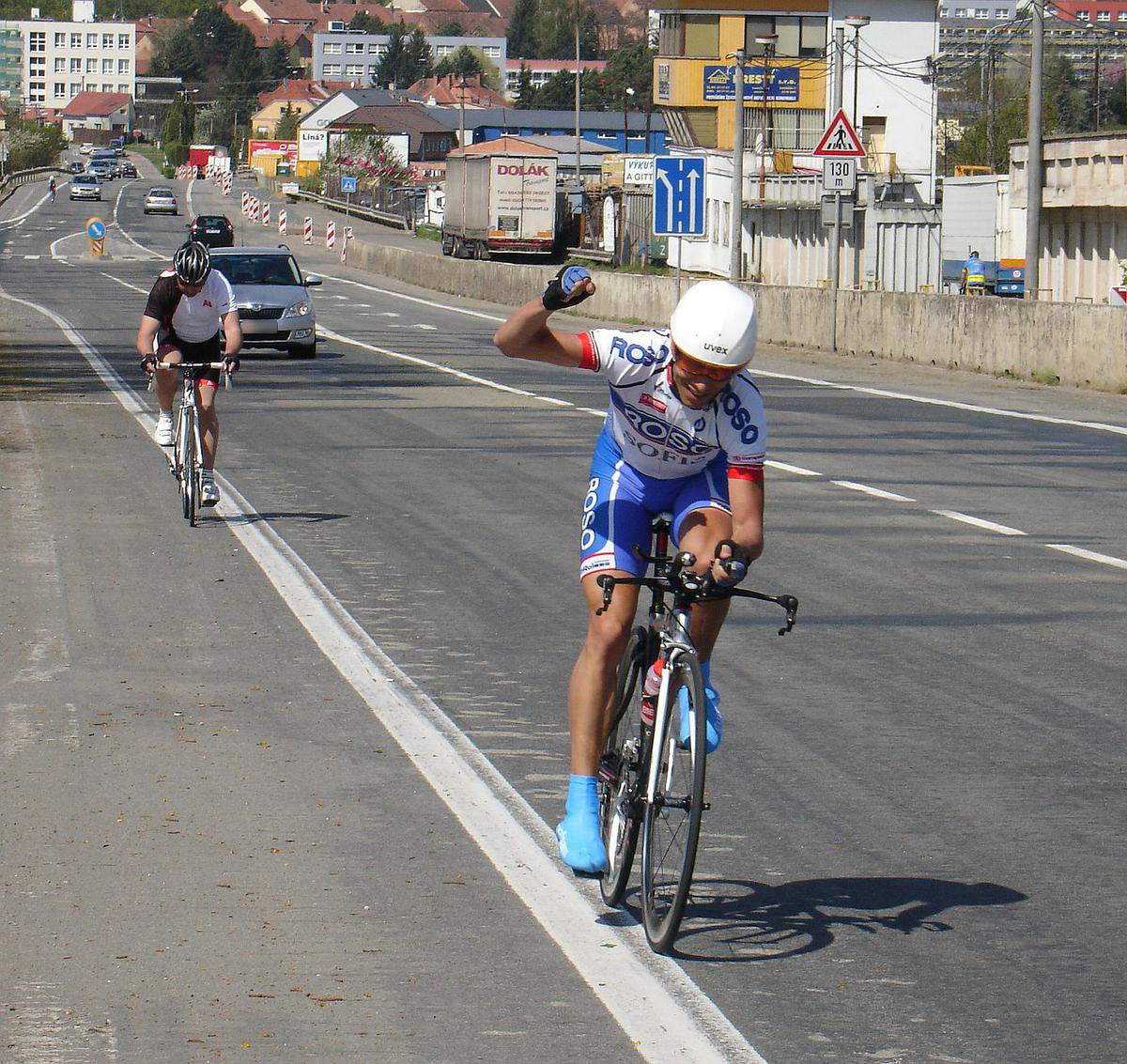
Krejčí vítězí
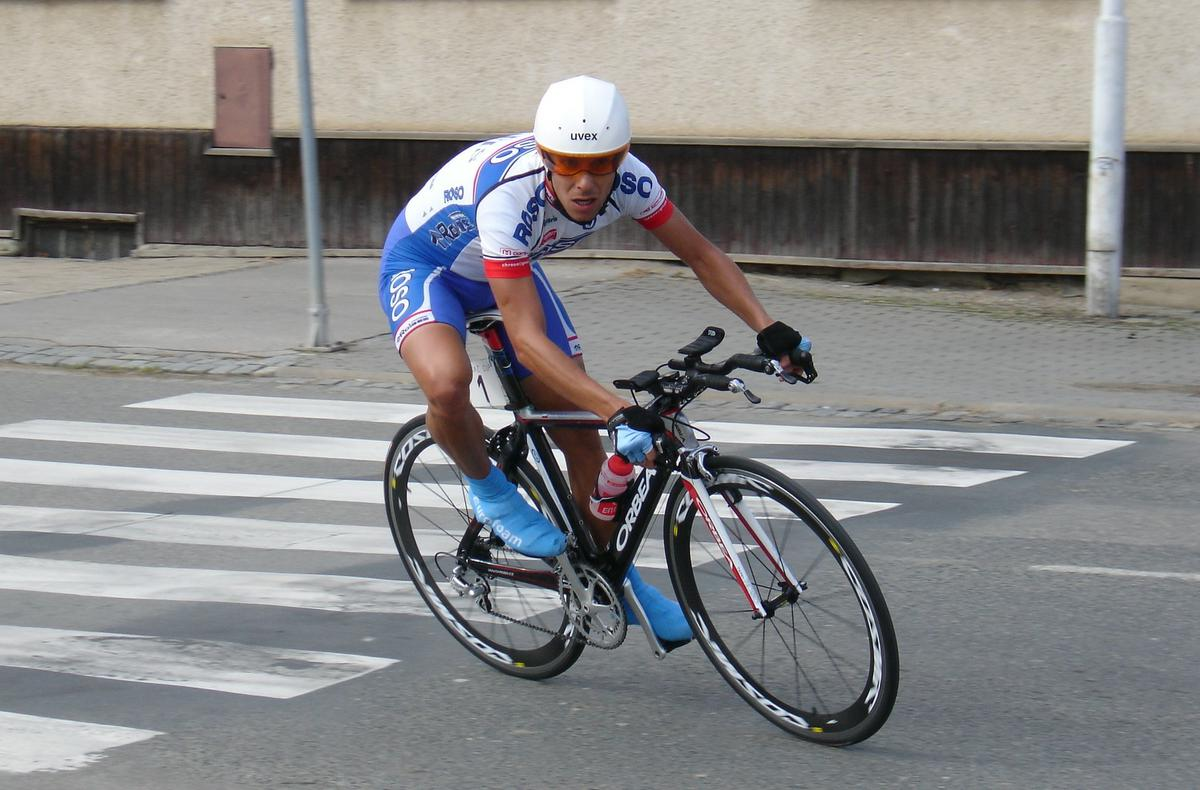
Časovka jednotlivců na 27 km - 1. místo
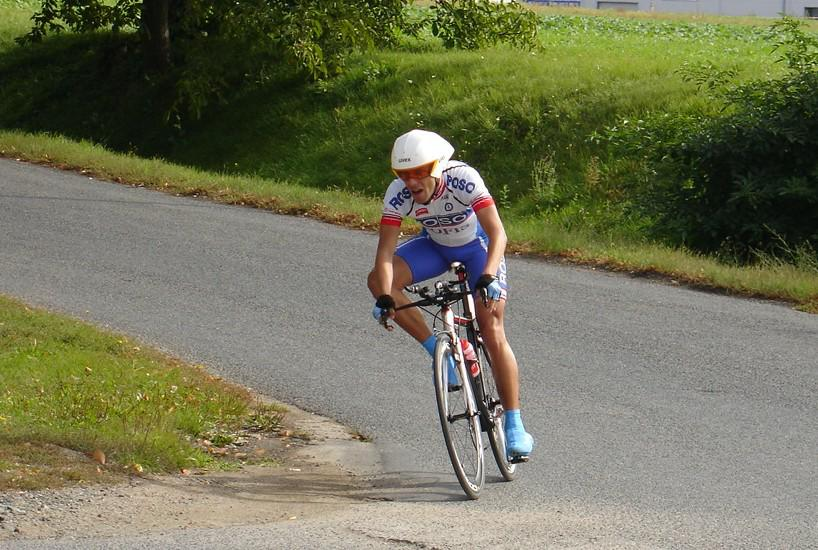
Časovka jednotlivců na 27 km - 1. místo
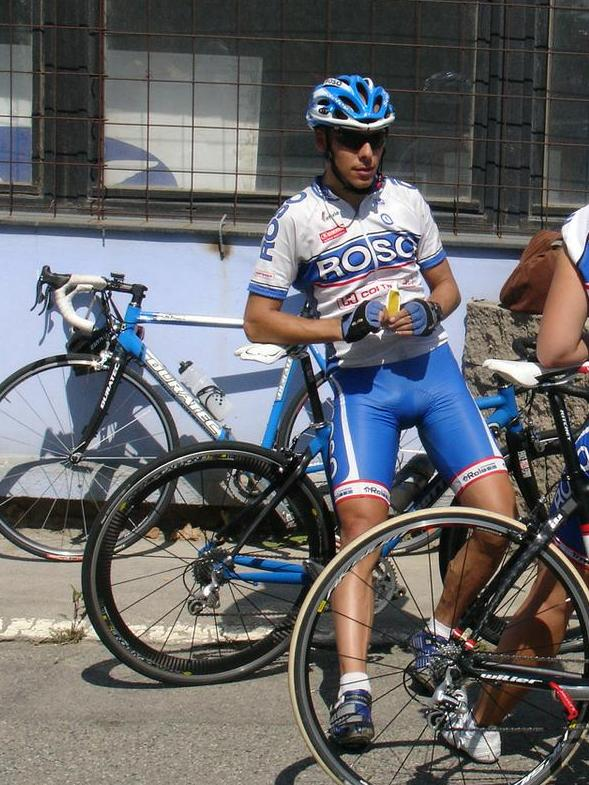
Krátce před závodem (2011)
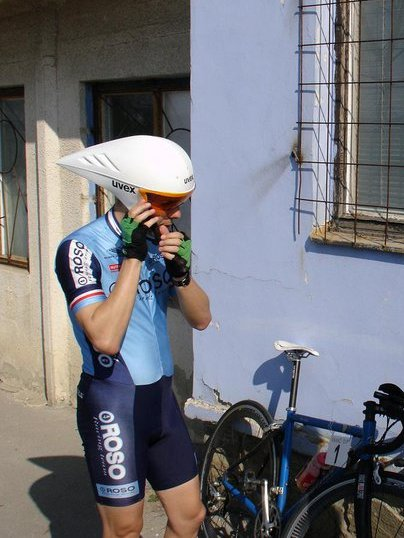
Krejčího povestná časovkářská přilba
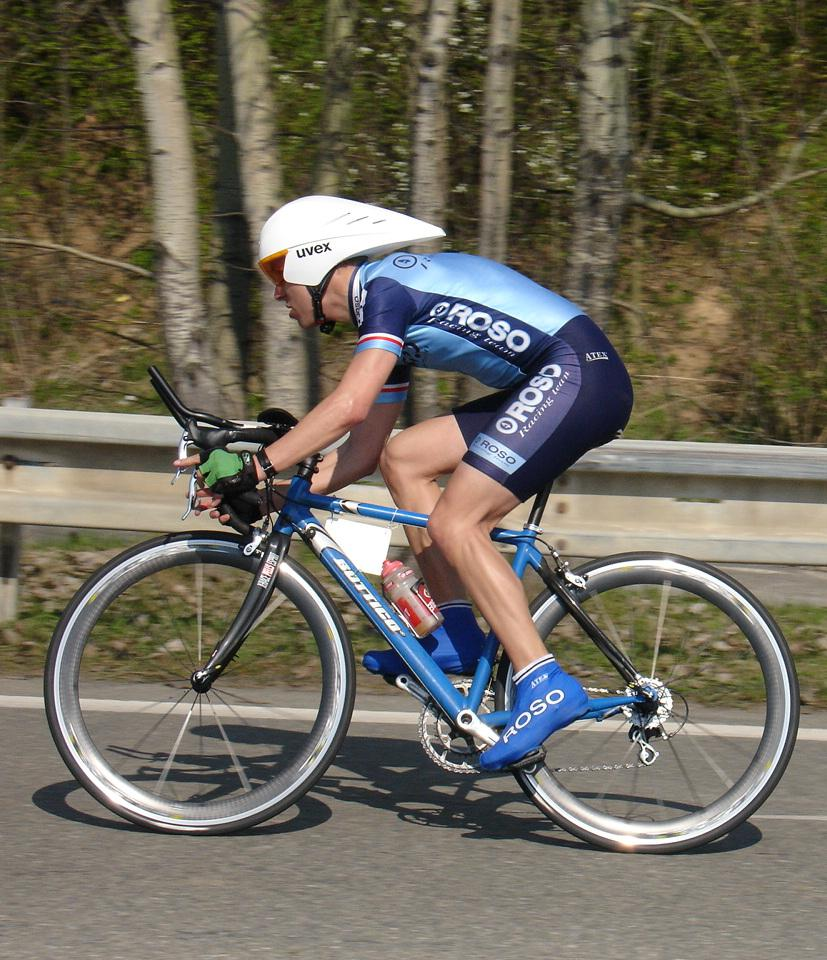
Krejčí v akci